# Grandes éxitos (Chayanne)
Grandes éxitos è un album di raccolta del cantante portoricano Chayanne, pubblicato nel 2002.

## Tracce
1. Y tú te vas – 4:44 (Franco De Vita) – Canzone inedita
2. Torero – 3:37 (testo: Estéfano – musica: Marcello Azevedo) – Canzone inedita
3. Quisiera ser – 4:25 (Daniel Freiberg, Donato Póveda) – Canzone inedita
4. Salomé (Club Mix Radio Edit) – 4:22 (Estéfano) – Atado a tu amor (1998)
5. Completamente enamorados – 4:20 (testo: Luis Gómez-Escolar – musica: Eros Ramazzotti, Adelio Cogliati, Piero Cassano) – Tiempo de vals (1990)
6. Fiesta en América (Versione rock estesa) – 6:22 (Honorio Herrero) – Chayanne '87 (1987)
7. Tu pirata soy yo – 2:53 (Honorio Herrero) – Chayanne II (1988)
8. Este ritmo se baila así (Sye bwa) – 4:28 (testo: Roberto Livi – musica: Jacob Desvarieux, Pierre-Edouard Décimus) – Chayanne II (1988)
9. Tiempo de vals – 4:09 (José María Cano) – Tiempo de vals (1990)
10. Provócame – 4:09 (testo: Gustavo Sánchez, Honorio Herrero – musica: John Van Katwijk, Marcel Schimscheimer) – Provócame (1992)
11. Dejaría todo – 4:43 (Estéfano) – Atado a tu amor (1998)
12. Baila baila (Meme's Boriqua Radio Edit) – 4:22 (Donato Póveda, Hal S. Batt) – Volver a nacer (1996)
13. Tal vez es amor (Talvez Seja Amor) – 4:35 (testo: Luis Gómez-Escolar – musica: Augusto César, Paulo Sérgio Valle) – Volver a nacer (1996)
14. Candela – 3:56 (Donato Póveda, Erika Ender) – Simplemente (2000)

## Classifiche
| Classifica (2002) | Posizione più alta |
| ----------------- | ------------------ |
| Argentina         | 1                  |
| Portogallo        | 6                  |
| Spagna            | 1                  |
| Svizzera          | 71                 |